# سارا راميريز (لاعبة تنس الطاولة)
سارا راميريز (بالإسبانية: Sara Ramírez)‏ هي لاعبة تنس الطاولة إسبانية، ولدت في 4 سبتمبر 1987 في ريبوليت في إسبانيا.

## وصلات خارجية
- الموقع الرسمي
- سارا راميريز على موقع منظمة تنس الطاولة العالمي (الإنجليزية)
- سارا راميريز على موقع اللجنة الأولمبية الدولية (الإنجليزية)
- سارا راميريز على موقع أوليمبيديا (الإنجليزية)
- سارا راميريز على موقع اللجنة الأولمبية الإسبانية (الإسبانية)